# ライヴ・ベック '06
ライヴ・ベック '06(Official Bootleg USA '06)は、2007年にリリースされたジェフ・ベックのライヴ・アルバム。
2006年4月5日、ロサンゼルスのハウス・オブ・ブルースで行われたライヴを収録。アメリカ、イギリスではオフィシャルサイトの通販およびコンサート会場での販売のみが行われたが、日本では正規盤として販売された。ジャケットは前作同様紙ジャケットであったが、日本盤はジュエルケースで販売されている。

## 曲目
1. ベックス・ボレロ - Beck's Bolero (Maurice Ravel, arr. Jimmy Page)
2. ストレイタス - Stratus (Billy Cobham)
3. ユー・ネヴァー・ノウ - You Never Know (Hammer)
4. 哀しみの恋人達 - Cause We've Ended As Lovers (Wonder)
5. ビハインド・ザ・ヴェイル - Behind the Veil (Hymas)
6. トゥー・リバーズ - Two Rivers (Beck, Bozzio, Hymas)
7. スター・サイクル - Star Cycle (Hammer)
8. ビッグ・ブロック - Big Block (Beck, Bozzio, Hymas)
9. ナディア - Nadia (Sawhney)
10. エンジェル（フットステップス） - Angel (Footsteps) (Hymas)
11. スキャッターブレイン - Scatterbrain (Beck, Middleton)
12. レッド・ブーツ - Led Boots  (Max Middleton)
13. グッドバイ・ポーク・パイ・ハット/ブラシ・ウィズ・ザ・ブルース - Goodbye Pork Pie Hat (Charles Mingus) / Brush with the Blues (Beck, Hymas)
14. 蒼き風 - Blue Wind (Hammer)
15. オーヴァー・ザ・レインボウ - Somewhere Over The Rainbow（オズの魔法使いより）(Harold Arlen, E.Y. Harburg)

## パーソナル
- ジェフ・ベック - ギター
- ヴィニー・カリウタ - ドラムス
- ピノ・パラディーノ - ベース
- ジェイソン・リベイロ - キーボード